# Epona

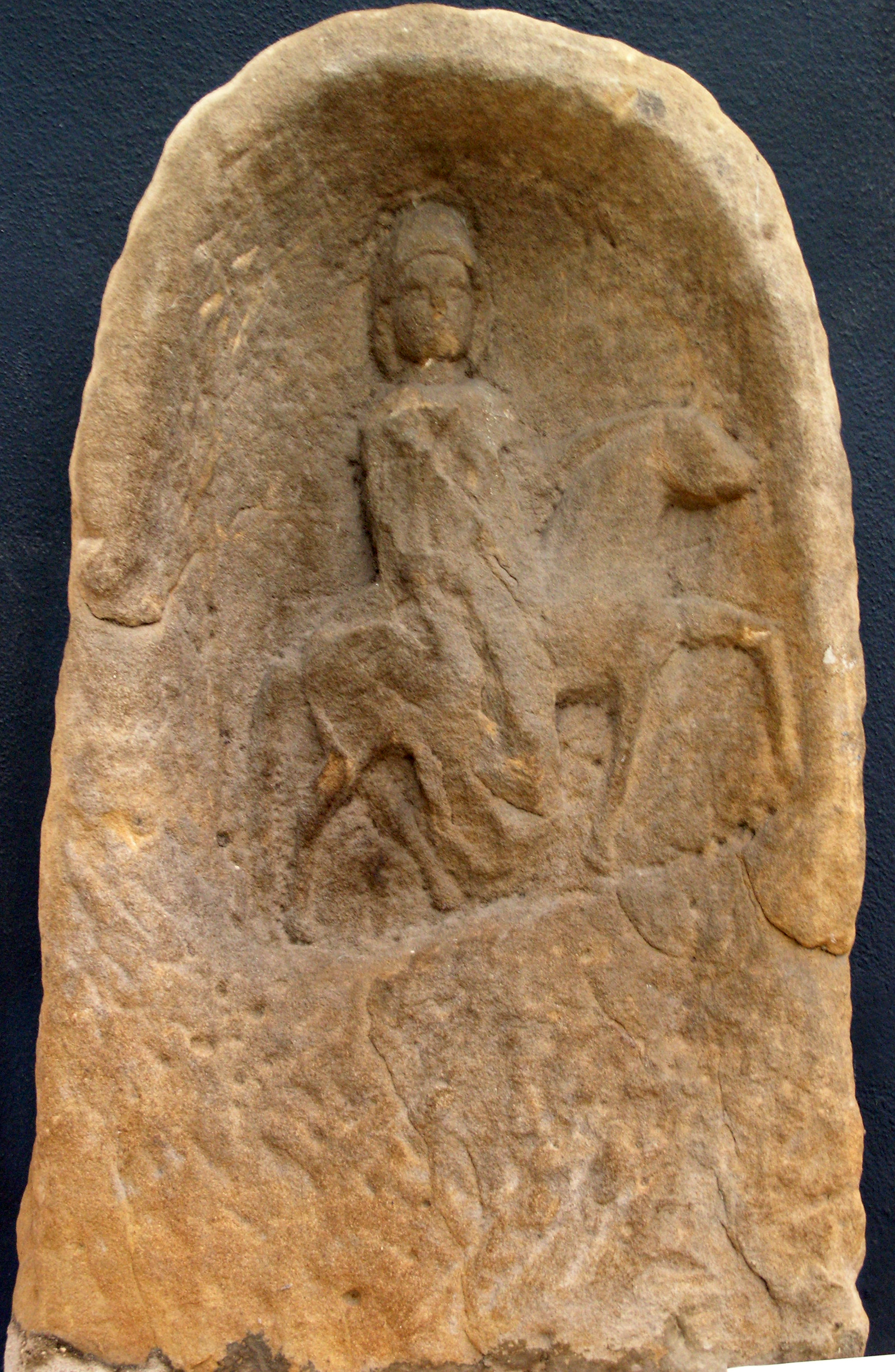
Epona, III secolo d.C., proveniente da Freyming (Mosella), Francia (Musée Lorrain, Nancy)

Epona è una figura della religione celtica passata poi alla religione romana, era la dea dei cavalli e dei muli.
La presenza della cornucopia che, in alcuni casi, costituisce un simbolo tipico di questa divinità, pone ancora più in rilievo la sua funzione di protettrice e dispensatrice di doni e fertilità.
È verosimile l'esistenza di una dea pre-romana con le medesime attribuzioni, ma Epona era una divinità di origine gallica.
Il nome celtico significa Grande Giumenta.
Taluni la indicano come incarnazione di un antico culto in onore dei cavalli, comune ai popoli venuti dalle praterie dell'Asia centrale, che si espansero lungo la valle del Danubio in Europa centrale ed occidentale. La festa di Epona si celebrava il 18 dicembre, durante gli Eponalia.

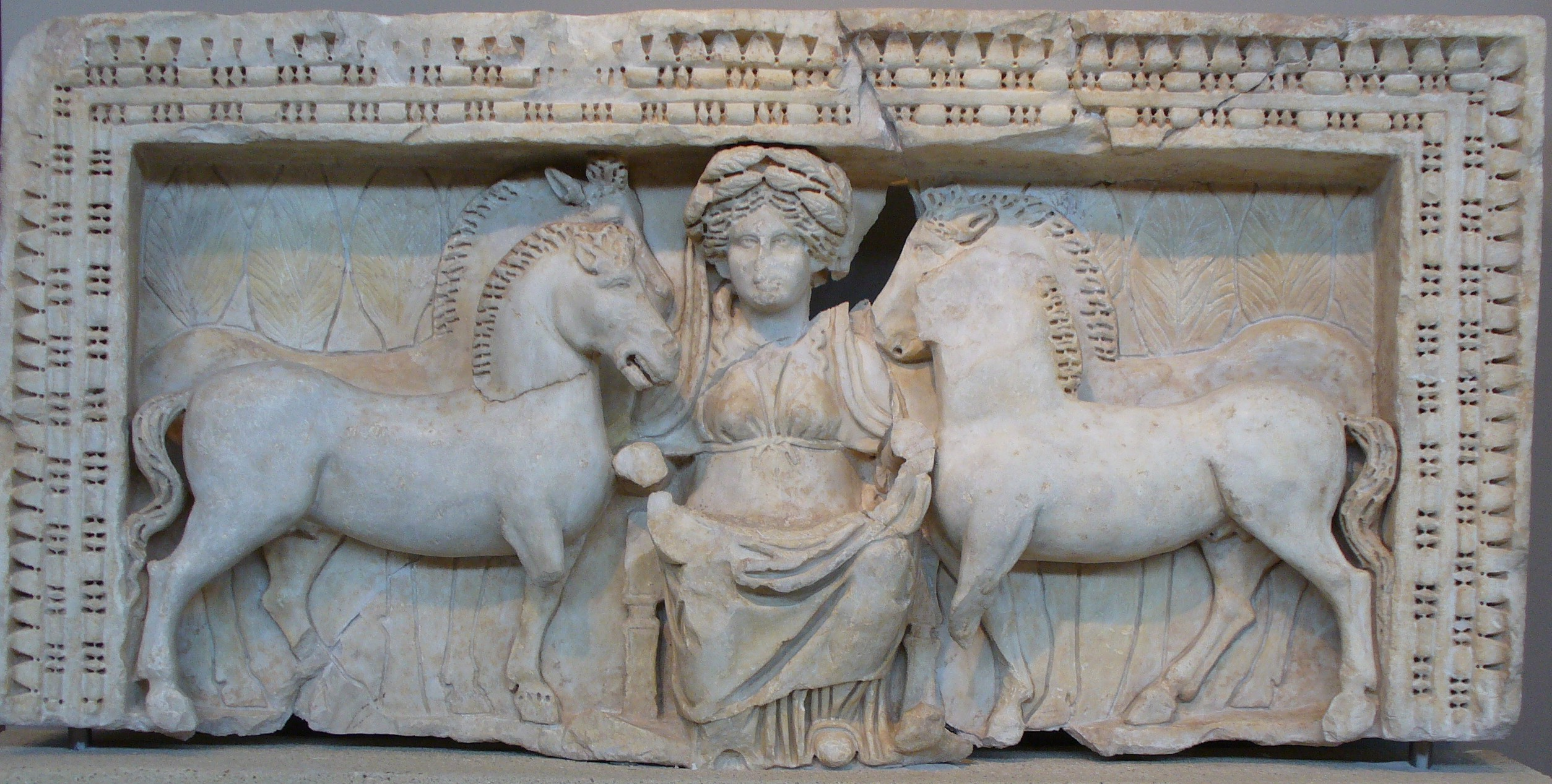
Un rilievo di Epona, fiancheggiata da due coppie di cavalli, proveniente dalla Macedonia romana

## Disseminazione
- Dalla dea deriva l'antico nome, Eporedia, dell'attuale città di Ivrea, in Piemonte, nella quale ancora oggi si effettua una delle più importanti fiere di cavalli d'Italia.
- Epona viene citata nelle canzoni A Rose For Epona ed Epona del gruppo folk metal svizzero Eluveitie e nel  brano Epona contenuto in The Celts di Enya.
- Epona è il nome del cavallo di Link nella serie di videogiochi The Legend of Zelda.